# 空調制御システム
空調制御システムとは、暖房、換気、および空調の頭文字をとって、HVAC （エイチバック：Heating, Ventilation and Air Conditioning）システムとも呼ばれる。HVAC機器には、暖房/冷房/換気の動作を調整するための制御システムが組み込まれている。この制御システムは、通常、温度計などの検出器の信号から実際の状態 (温度など) を監視し、目標の空調状態となるように機器の動作を（ブロワーの始動など）コントロールする。

## 直接デジタル制御（Direct digital control）
HVACの中央制御装置は、ほとんどの場合で操作端末からプログラムすることが可能である。つまり、目的の用途に合わせて直接プログラムを編集し、HVACをデジタル制御可能である。動作をスケジュールしたり、目標温度をセットしたり、制御、論理、タイマー、トレンドログ、およびアラームを、プログラム中に組み込むことができる。 これを直接デジタル制御（DDC、Drect digital control）という。
制御ユニットには、温度、湿度、または圧力の測定を可能にするアナログ/デジタル入力と、媒体（温水/冷水および/または蒸気）を制御するためのアナログおよびデジタル出力がある。
デジタル入力は制御デバイスからのドライ接点であり、アナログ入力は（温度、湿度、速度、または圧力の）測定機器から送られてくる電圧/電流信号である。 
デジタル出力は、機器の起動と停止に使用されるリレー接点であり、アナログ出力は、バルブ、ダンパ、モータなどの媒体（空気/水/蒸気）の動きを調整する電圧/電流信号である。
直接デジタル制御（DDC）装置は、ネットワーク化されているかどうかに関係なく、システムとしてみた時の、層を形成する。このDDC装置は、HVAC全体のパフォーマンスと基本操作に影響を与えるもので、いわばHVAC システムの「頭脳」である。DDCは、HVACシステム内のすべてのダンパーとバルブの位置を決定し、どのファン、ポンプがどのくらいで運転するかを決定する。
このHVACのDDCのような、「プログラム可能な制御装置」の概念が広がり、ビル空調、建物全体のオートメーションの概念へ移行している。

## ビルオートメーションシステム（Building automation system）
より複雑なHVACシステムは、ビルディングオートメーションシステム（Building Automation System (BAS)）とつながり、建物の管理者が冷暖房ユニットをより細かく制御できるようになっている。建物の管理者は、システムを監視し、現場または遠隔地からシステム警報に対応することができる。システムの稼働率をスケジュールしたり、ビルディングオートメーションシステムから設定を変更したりできる。ビルディングオートメーションシステム自体がHVACシステム中の機器を直接制御している場合がある。HVACはビルディングオートメーションシステムの仕様に応じて、様々なインターフェースをとることができる。
今日では、ビル全体を集中的に制御/監視するため、ビル管理システム（Building Management Systems）とエアコンシステムを接続する専用ゲートウェイがあり、より複雑で高価なHVAC システムを購入する必要がなくなりつつある。このような専用ゲートウェイは、シンプルで使いやすいユーザーインターフェイスを組み込んでおり、インターネット経由で、すべてのHVAC空調のリモート操作を実現している。

## 費用と効果
暖房、換気、空調（HVAC）システムは高価すぎるため、多くの個人は自宅に持っていない。ただし、ある記事（Save Money Through Energy Efficiency）によると、HVAC はイメージほど高価ではないという。HVACを購入するときには、運転効率を確認すべきであり、HVACに張り付けられたエネルギーガイドステッカー（the energy guide sticker）に注意する必要がある。
黄色のエネルギーガイドステッカーは、多くの人がセールス用のプロモーションだと思っているが、実際黄色のエネルギーガイドステッカーの内容に応じてHVACシステムを購入することで、数百ドルから数千ドルを節約できるという。新しいシステムの多くにある黄色のエネルギーガイドステッカーでは、そのマシンを実行するための平均コストが表示されている。
顧客が理想のHVACシステムを手に入れたら、たとえHVACを1年の特定の時期にのみ使用するとしても、定期的に動かす必要がある。HVACシステムが毎月使用されていない場合でも、毎月電源を入れて10～15分間稼働させておくことが推奨される。
一方で、頻繁にHVACを使用する場合は、メンテナンスをすることが大切である。HVACシステムのメンテナンスには、エアフィルターの交換、空気取り入れ口の検査、漏れのチェックなどがある。これらのメンテナンスは、HVACを長く使うために必要である。数か月ごとに、または HVACシステムのトラブル時に、これらのメンテナンスをする必要がある。
冷房が効かなくなったりする場合は、冷却液の漏れが原因である可能性がある。空調から出る空気に悪臭がある場合は、多くの場合、エアフィルターを交換する必要がある。
HVACシステムのエアフィルターを交換することは非常に重要である。HVACシステムは、場所によっては、多くのほこりにさらされており、メンテナンスをしないとほこりが蓄積する可能性がある。

## HVAC設置時の注意事項
注意事項１：HVACの機器や資材を乾燥状態に保ち、温度や湿度を建設時と同じように保てる場所に設置する。
注意事項２：HVACの設計スペックに示された湿度の場所に設置する。
注意事項３：HVACの運転とメンテナンスに必要な資材を準備する。

## 設計目標、マーケティング
ほとんどのHVACシステムは、設計が異なるが、HVACシステム自体の目的は同じである。エンジニアがHVACシステムを設計するとき、性能を維持しながらコンパクトにするために最善を尽くし、HVACシステムを効率的にするための方法を試みる。
HVACシステム製品販売にマーケティングは非常に重要で、顧客が持つ最大の注意事項は、価格と信頼性である。

## 歴史
最初のHVACコントローラーは、空調エンジニアになじみの深い蒸気/空気圧制御を利用していた。 このように、蒸気と空気は機械的に制御され、それ自体を制御するために使用された。
空気の流れと温度の制御が一般的になった後、ダンパーを切り替えるためのリレー回路を用いたロジックによる制御が標準化された。最終的に、トランジスタがより大きな電流負荷を扱えるようになり、リレーはトランジスタに取って代わられた。1985年までに、空気圧制御システム (時には数十年前のもの) は古い建物で依然として一般的であったが、空気圧制御はトランジスタ技術との競争力を失っていた。
2000年までに、コンピュータによる制御が一般的になった。現在、これらの一部は Web ブラウザーからアクセスすることもできるため、リモートでも建物の空調監視が可能である。これにより、1つのオペレーションセンターで複数の建物を簡単に監視できるため、経済的に空調監視が行えるようになった。